# Červen 2007
1. června – pátek
 V severním Libanonu znovu propukly silné ozbrojené střety mezi armádou a příslušníky militantního islámského hnutí Fatah al-Islám. Centrem bojů je uprchlický tábor Nahr Bárid, ze kterého v průběhu bojů odešlo již kolem 25 000 obyvatel. Počet obětí vzájemných střetů od 20. května již překračuje 80 lidí.
 V Obořišti zemřel Jan Beneš (* 26. března 1936), významný český spisovatel a představitel antikomunistického exilu.
 V EU vstoupila v platnost nová chemická politika REACH.
3. června – neděle
Zpočátku poměrně pokojné protesty odpůrců globalizace proti schůzce představitelů G8 v německém Rostocku přerostly v krvavou bitvu s policií, jejímž výsledkem je přibližně 1000 zraněných na obou stranách.
4. června – pondělí
 Americký prezident George Bush přiletěl do Prahy na jednodenní návštěvu. Předpokládá se, že základním tématem jeho jednání s českými politickými představiteli bude možnost umístění amerického protiraketového radaru na území ČR.
5. června – úterý
 V očekávaném projevu amerického prezidenta George W. Bushe zazněla kritická věta adresovaná ruskému prezidentovi Vladimiru Putinovi, v níž označil současný stav ruské společnosti jako „vyjetý z kolejí slibných reforem“ se znepokojujícími dopady pro demokratický vývoj. (LN)
6. června – středa
 V německém Heiligendammu začal summit zemí skupiny G8. Hlavními spornými body jsou pokračující neshody mezi Ruskem a Spojenými státy kvůli americkému protiraketovému systému ve střední Evropě a postoj jednotlivých zemí k omezení emisí skleníkových plynů vedoucích ke globální změně klimatu. Rozpaky budí i nezvládnutý postup policie vůči demonstrantům.
 Tajfun Gofu, který přechází z Indického oceánu nad Perský záliv nejvíce zasáhl stát Omán. Jde o největší tropickou bouři v této oblasti za posledních 60 let. Nedošlo k přímému poškození zařízení na těžbu ropy, je však ohrožena tankerová doprava ropy v oblasti Hormuzského průlivu, což se již nyní projevuje mírným růstem cen této suroviny.
 Zemřel Miroslav Smotlacha (* 22. září 1920), legendární český mykolog.
 Kostarický prezident Oscar Arias Sánchez oznámil ukončení diplomatických styků své země s Čínskou republikou na Tchaj-wanu a navázání diplomatických styků s Čínskou lidovou republikou. Čínská republika zareagovala oznámením o ukončení diplomatických styků s Kostarikou. N
7. června – čtvrtek
 Na schůzce představitelů států skupiny G8 navrhl ruský prezident Vladimir Putin umístit základnu amerického protiraketového systému v Ázerbájdžánu.
8. června – pátek
 Rada Evropy zveřejnila zprávu o tajných věznicích spravovaných CIA v letech 2002 až 2005 v Polsku a Rumunsku. Byly v nich zadržovány a podrobovány „zesíleným výslechům“ osoby podezřelé ze zapojení do terorismu. Evropská komise vyjádřila nad závěry zprávy znepokojení.
9. června – sobota
 Americký ministr vnitřní bezpečnosti Michael Chertoff bude usilovat o zpřísnění bezpečnostních požadavků pro Evropany, kteří pro cestu do USA nepotřebují víza. Ministr to řekl v rozhovoru, který poskytl německému časopisu Der Spiegel a o jeho obsahu informovala agentura AP.
10. června – neděle
Americký raketoplán Atlantis úspěšně zakotvil u Mezinárodní kosmické stanice ISS, kam dopravil dalších 17,5 tuny slunečních panelů pro výrobu elektrické energie. Současně se ověřuje podezření na poškození pláště zadní části raketoplánu, ke kterému mělo údajně dojít nárazem odtržené části izolační pěny při pátečním startu.
 První kolo legislativních voleb ve Francii skončilo jasným vítězstvím pravicové UMP prezidenta Nicolase Sarkozyho a předsedy vlády Françoise Fillona (45,58 % hlasů). Na druhém místě se umístila PS s 28,01 % a na třetím MoDem Françoise Bayroua se 7,61 %.
Vzhledem k většinovému systému volby však budou (v závislosti na výsledcích druhého kola) kandidáti UMP představovat mezi 62 % a 73 % nově zvoleného Národního shromáždění. Vzhledem k převaze pravice na všech úrovních francouzských zákonodárných a výkonných orgánů hovoří média a politici o tzv. modré vlně (vague bleue).
Volba byla rovněž doprovázena rekordní neúčastí (39,5 %). Levice vyzvala k masivní mobilizaci v druhém kole, které se uskuteční 17. června.
11. června – pondělí
 V Česku letos připadá podle tvrzení Liberálního institutu na tento den tzv. Den daňové svobody. Podle společnosti Patria připadne až na 22. června.
12. června – úterý
 NASA rozhodl prodloužit misi raketoplánu Atlantis o dva dny, které budou využity pro opravu zjištěné trhliny v plášti stroje.
 V Praze začala jednání o přistoupení Česka k Evropské kosmické agentuře. Její ředitel Jean-Jacques Dordaina uvedl, že je reálně přijetí ČR do ESA v průběhu roku 2008.
13. června – středa
 Většinu území České republiky sužuje extrémní sucho. Po mimořádně teplé zimě přišlo rekordně teplé jaro, které navíc bylo téměř beze srážek. Výrazným suchem je už zasaženo zhruba 68 % území státu ve všech krajích.
 Vystěhováním občanů Vsetína na Jesenicko, Prostějovsko a Uherskohradišťsko byla porušena jejich základní práva na respektování rodinného a soukromého života, uvádí dnes zveřejněná zpráva Veřejného ochránce práv Otakara Motejla.
 Novým izraelským prezidentem byl zvolen někdejší premiér Šimon Peres. Ve druhém kole volby dostal 86 ze 120 hlasů. Nahradí Mošeho Kacava.
 Podle slov ministra zahraničních věcí Schwarzenberga si Česká republika přeje přijetí Chorvatska do EU během jejího předsednictví v první polovině roku 2009.
14. června – čtvrtek
 Ve věku 88 let zemřel ve Vídni bývalý generální tajemník OSN a někdejší rakouský prezident Kurt Waldheim (* 21. prosince 1918).
 V Palestině byl vyhlášen výjimečný stav a rozpuštěna vláda jako reakce na pokračující ozbrojené násilnosti příznivců hnutí Hamás. Boje mezi oběma znepřátelenými politickým frakcemi si v posledních dnech vyžádaly přes 100 obětí na lidských životech. Hamás v současné době plně ovládá oblast Gazy, kde např. zničil studio rozhlasové stanice Hlas Palestiny, blízké Fatahu.
 Kardinál Renato Martino, předseda Papežské rady pro spravedlnost a pokoj oznámil, že Svatý stolec nebude nadále podporovat Amnesty International a vyzval věřící, aby zaujali tentýž postoj. Podle Vatikánu se organizace zpronevěřila svému poslání, když začal podporovat právo ženy na potrat v případě incestu a znásilnění.
15. června – pátek
 Švýcarsko otevřelo Lötschberský tunel, který je svojí délkou 34 km nejdelším železničním tunelem na světě. Podle plánů jím bude projíždět přes 100 vlaků denně.
Mezinárodní kosmická stanice ISS se potýká s vážnými technickým problémy. Po rozvinutí nových slunečních panelů, dopravených raketoplánem Atlantis vypadla většina ruských počítačů a byla tak přerušena kontrola nad gyroskopy, zajišťujícími stabilní polohu stanice v prostoru.
 Silné záplavy a povodně postihly po prudkých lijácích většinu Anglie a Walesu. Je pohřešována jedna osoba, velké problémy nastaly především v dopravě.
17. června – neděle
 Pravicový Svaz pro lidové hnutí (UMP) získal ve francouzském Národním shromáždění 314 z 577 poslaneckých křesel, Socialistická strana 185 křesel.
18. června – pondělí
 Nedlouho po ustavení nové vlády v čele s Salámem Fajádem palestinský prezident Mahmúd Abbás ve snaze urovnat napětí v pásmu Gazy vydal dekret, který postavil mimo zákon všechny silové složky Hamásu, přesto toto hnutí samotné za ilegální prohlášeno nebylo. Představitelé Hamásu celý tento krok odmítli s odůvodněním, že v palestinské ústavě zmíněn není.
 Britská policie rozbila razantním zásahem mezinárodní gang internetových pedofilů, vedený a organizovaný britským občanem. Organizace měla přes 700 aktivních členů a policie při akci osvobodila celkem 31 dětí.
19. června – úterý
 Americká armáda zahájila v Iráku mohutnou ofenzivu proti příslušníkům teroristické organizace Al Kajdá, do níž bylo zapojeno více než 10 000 amerických vojáků. V hlavním městě Bagdádu došlo k dalšímu závažnému bombovému útoku poblíž šíitské mešity, o život přitom přišlo minimálně 75 lidí, dalších přes 130 je zraněno.
 Mohutná exploze potrubí na přepravu paliva si v Severní Koreji vyžádala nejméně 110 obětí na životech. Šlo především o obyvatele, kteří se pokoušeli odnášet palivo, vytékající z prasklého potrubí a nešťastnou náhodou přitom způsobili jeho vznícení.
20. června – středa
 Americký prezident George W. Bush podruhé během výkonu prezidentské funkce vetoval návrh zákona umožňujícího financování výzkumu kmenových buněk získaných z lidských embryí.
 V České republice se poprvé objevil virus ptačí chřipky v drůbežím chovu. Stalo se tak v obci Tisová na orlickoústecku v chovu, který čítá asi 6000 krůt, z nichž 1800 uhynulo.
21. června – čtvrtek
 Návrat amerického raketoplánu Atlantis na zem byl opětovně opětovně o jeden den odložen, tentokrát z důvodu nepříznivého počasí v místě přistání.
 V Bruselu začal s napětím očekávaný summit, na němž se mají šéfové států a vlád Evropské unie dohodnout na podobě nové smlouvy o institucích společenství.
22. června – pátek
 V Kalifornii úspěšně přistál raketoplán Atlantis. Dokončil tak misi k ISS označenou jako STS-117.
23. června – sobota
 Evropská unie se dohodla na mandátu pro jednání o své reformní smlouvě, jež má nahradit euroústavu, kterou odmítly v referendech Francie a Nizozemsko.
24. června – neděle
 Silné lijáky a bouře si vyžádaly životy 220 lidí v jihopákistánském přístavním městě Karáčí a desítky dalších lidí byly zraněny. V Indii si 75 obětí vyžádaly i záplavy způsobené dešti.
25. června – pondělí
 V Kambodži se těsně před přistáním zřítil letoun An-24 s 22 osobami na palubě, ve kterém cestovali i 3 čeští turisté. Podle posledních zpráv nehodu letadla nikdo nepřežil.
 Jižní a jihovýchodní Evropa je zasažena vlnou silných veder. Teplotní rekordy pro jednotlivé dny padají v Řecku, Itálii a na Kypru. Příčinou je suchý vítr, vanoucí ze Sahary, který zvedl teploty v Řecku až na rekordních 46 °C.
26. června – úterý
 Benedikt XVI. zrušil hlavní bod „volební reformy“ Jana Pavla II. Podle nové úpravy papežské volby je i po třech neúspěšných sériích skrutinií třeba získat 2/3 hlasů konkláve, pouze se zužuje výběr na 2 nejúspěšnější kandidáty posledního kola třetího skrutínia.
 Spojené království je již třetí týden sužováno silnými přívalovými dešti, které zasáhly především jižní Anglii a Wales. Doposud jsou hlášeny 3 oběti na lidských životech a značné materiální škody.
27. června – středa
 Na pozici premiéra Velké Británie rezignoval Tony Blair a novým premiérem královna Alžběta II. jmenovala dosavadního strážce pokladu Gordona Browna.
28. června – čtvrtek
 Neustávající záplavy a lijáky způsobené vichřicemi v jižním Pákistánu mají za následek již minimálně 256 obětí na životech. Na čtvrt miliónu osob ztratilo střechu nad hlavou, zničeno bylo asi 200 000 domů.
29. června – pátek
 Rada bezpečnosti OSN rozhodla o ukončení programu zbrojní inspekce OSN v Iráku. Program měl za cíl zjistit, zda Irák za vlády bývalého iráckého prezidenta Saddáma Husajna nevyvíjel zbraně hromadného ničení.
Richard Stallman ohlásil po 16 letech novou verzi licence pro svobodný software GNU GPL.
30. června – sobota
 Vláda Spojeného království vyhlásila nejvyšší stupeň ohrožení po neúspěšném teroristickém útoku, při němž pachatelé vjeli autem do budovy letiště v Glasgow, a který souvisí s nálezy bomb v Londýně.
 Zemřel plukovník Luboš Hruška (* 20. července 1927), politický vězeň komunistického režimu a tvůrce slavné Meditační zahrady v Plzni.